# Ulica Angielska Grobla w Gdańsku

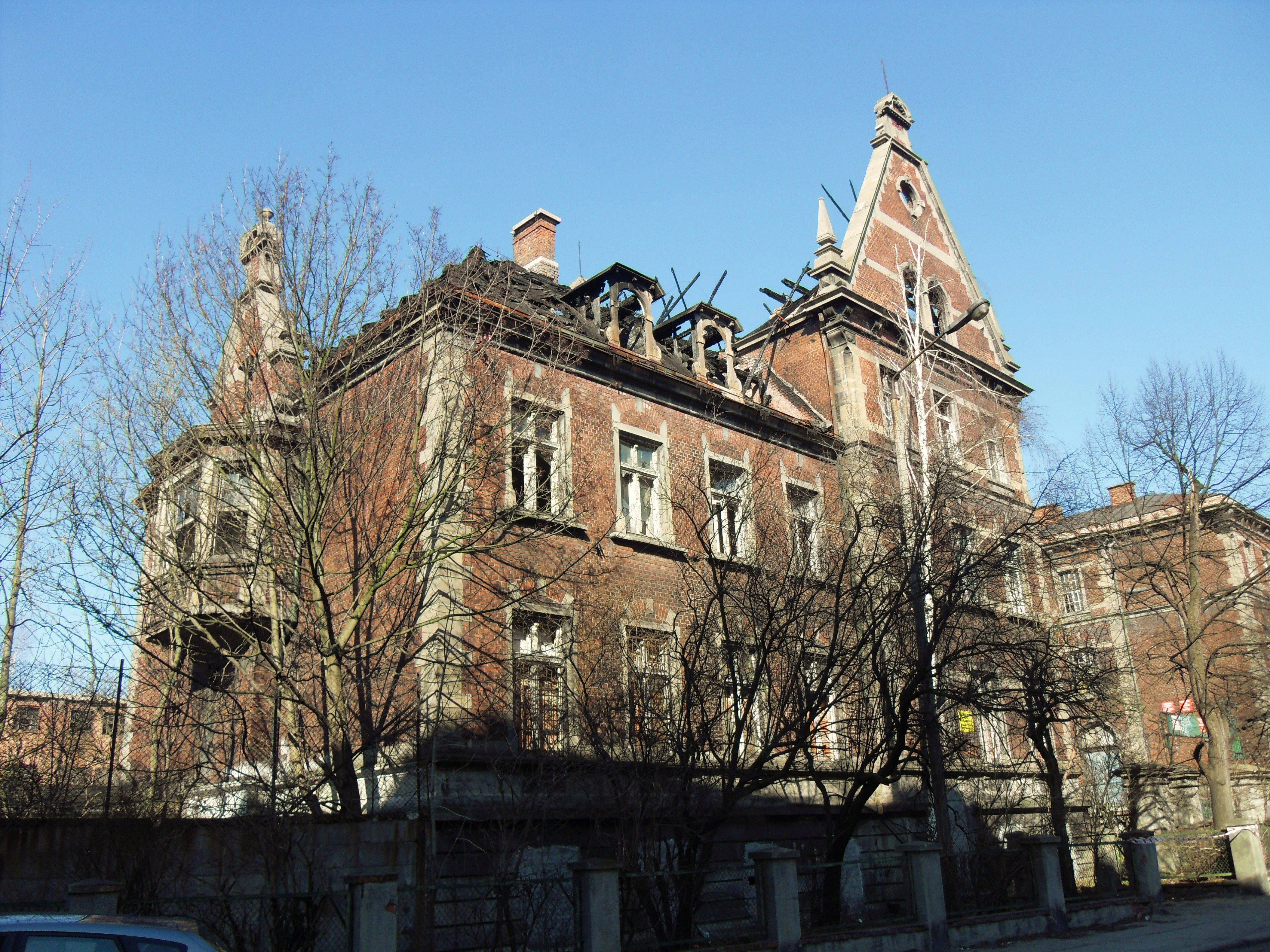
Zespół Rzeźni Miejskiej

Ulica Angielska Grobla (niem. Englischer Damm) – ulica w Gdańsku w dzielnicy Śródmieście, przechodząca przez rejony historyczne Długie Ogrody, Sienna Grobla. Ulica bierze swój początek przy ulicy Szafarnia. Kończy się przy ul. Siennickiej, jednej z głównych ulic tego rejonu.

## Historia
Nazwa ulicy wzięła się od kupców angielskich, osadzanych tutaj na początku XV wieku. W tym miejscu, poza murami Głównego Miasta mogli uniknąć wrogości gdańszczan.
Pod numerem 19 w latach 1893–1894 został zbudowany (otwarty 1 listopada 1894) Zespół Rzeźni Miejskiej, obecnie w ruinie.